# Хере-Зиря
Хере-Зиря (азерб. Xərə Zirə adası) — острів у Каспійському морі поблизу південно-східного узбережжя Азербайджану. Є одним з островів Бакинського архіпелагу, розташований в його центрі. Довжина острова складає 3,5 км, ширина 2,6 км.